# ホテルマン 東堂克生の事件ファイル
『ホテルマン 東堂克生の事件ファイル』（ホテルマン とうどうかつきのじけんファイル）は、2022年からBS-TBSで放送されているテレビドラマシリーズ。主演は内藤剛志。
石ノ森章太郎の青年漫画「HOTEL」のスピンオフドラマで、第1弾「八ヶ岳リゾート殺人事件」は「土曜サスペンス」枠において3ヶ月連続で新作2時間ミステリードラマを放送する第1弾として放送。なお、かつて東堂を演じていた松方弘樹は2017年に他界している。

## ストーリー

### 第1弾
東堂が「プラトン ロイヤルホテル八ヶ岳」に異動して2年が過ぎたある日、ホテル隣接のコテージで殺人事件が発生。事件を担当する女性刑事の高梨は東堂と元婚約者との間に生まれた娘だった。

### 第2弾
鬼怒川温泉の老舗の大型旅館がプラトンに買収され、プラトン鬼怒川として生まれ変わった後もその面影を残しており、スタッフも旅館時代からのスタッフが半数を占めている。そんなプラトン鬼怒川にプラトングループの総支配人・佐伯の指示で東堂が支配人として赴任する。だが、総務部長の佐光ら旅館時代のスタッフと、副支配人の山下らプラトンから派遣された新たなスタッフとでは仕事のやり方やスタンスが異なり、業務に支障をきたすというトラブルが発生していた。そこへ旅館時代の支配人だった橘が現れ、「ホテルの営業が軌道に乗るまで」という条件で東堂の秘書を務めることに。そんな中、人がいないはずの宴会ホールで死体が発見される。

## キャスト

### 東堂克生と親族
東堂克生
演 - 内藤剛志
経歴：「プラトン 東京」
→ 「プラトン ロイヤルホテル八ヶ岳」総支配人（第1弾）
→ 「プラトン鬼怒川」支配人（第2弾）
支配人。刑事の高梨薫は元婚約者・高梨絵里子との間に生まれた娘。
山下みなみ
演 - あめくみちこ
経歴：「プラトン ロイヤルホテル八ヶ岳」ブライダル係（第1弾）
→ 「プラトン鬼怒川」副支配人（第2弾）
ブライダル係。
高梨絵里子
演 - 紫吹淳
薫の母。東堂の元婚約者で5年前病死。
高梨薫
演 - 内山理名
警察庁特別広域捜査官。東堂と絵里子の娘。
第2弾は回想での出演。

### ゲスト
第1弾「八ヶ岳リゾート殺人事件」（2022年）
- 「プラトン ロイヤルホテル八ヶ岳」
  - 須藤義之（パティシェ） - 田中俊介
  - 北山修二（コンシェルジュ） - 東根作寿英
  - 石井（客室係） - あいだあい

- 山梨県警
  - 清水大樹（捜査一課刑事） - 井上拓哉
  - 真田英介（捜査一課第三係長） - 天野慶久
  - 沖田（捜査一課刑事） - 佐藤正浩

- 松岡みのり（須藤の婚約者） - 山下リオ
- 佐々木雅也（宅配ドライバー・須藤の同級生） - 岡本智礼
- 望月真治（飲食店経営者・須藤の同級生） - 横山涼
- 佐々木早紀（佐々木雅也の妹・生体肝移植の患者） - 福室莉音
- 篠崎彩菜（雑誌「生活とGourmet」ライター） - 柊子
- 篠崎雅樹（篠崎彩菜の弟・3か月死亡） - 木戸大聖
- 須藤弥生（須藤の母） - 大島蓉子
- 静子・アンリ（宿泊客・パスカルの妻） - いしのようこ
- 中上冬樹（人気作家） - デビット伊東
- 神田浩介（中上のマネージャー） - 濱田和馬
- パスカル・アンリ（宿泊客） - Frederick Benoliel
- 今村（YouTuber） - さとひろ
- 萌（YouTuber） - 日向結衣
- 鈴木（パスカルの恩人） - 瑠美子
- 松岡智久（アスカホールディングスCEO・みのりの父） - 永島敏行

第2弾「日光鬼怒川温泉殺人事件」（2023年）
- 「プラトン鬼怒川」
  - 佐光遥（総務部長） - 片岡礼子
  - 大河原隆（コック） - 松澤一之
  - 沢仁美（バーテンドレス） - 松下恵
  - 吉沢保（フロント係） - 生島勇輝
  - 八木下陽介（フロント係） - 石井英明

- 「プラトン・グループ」
  - 佐伯俊哉（総支配人） - 谷中敦（東京スカパラダイスオーケストラ）

- 栃木県警
  - 神林早希（巡査部長） - 松井愛莉
  - 鮫洲大輔（鑑識） - 内藤秀一郎
  - 芦田哲也（警部補） - 永井大

- 狭間英子（鈴木工務店・メンテナンス係） - 横内亜弓
- 石井まりえ（旧旅館・厨房係） - 星野奈緒
- 伊野口聖子（包帯姿の女性客・芸名「乙女坂純」） - 紫吹淳
- 橘秋穂（旧旅館・支配人） - 小林綾子

## スタッフ
- 原案 - 石ノ森章太郎
- 企画協力 - 石森プロ、大石賢一
- 脚本 - 稲葉一広（第1弾）、櫻井武晴（第2弾）
- 監督 - 児玉宜久（第1弾）、大山晃一郎（第2弾）
- 音楽 - 大河内元規
- 主題歌 - リアクション ザ ブッタ「Voyager」（第2弾）[21]
- 撮影協力 - 大和リゾート（第1弾）、ホテル三日月（第2弾）、株式会社ムーンライト（第2弾）
- 特別協力 - Royal Hotel 八ヶ岳（第1弾）、日光きぬ川 スパホテル三日月（第2弾）、日本料理 魚月（第2弾）
- 企画・プロデュース - 井口喜一（ジャンゴフィルム）[注 3]
- プロデューサー - 井口欣生（BS-TBS）、田中誠一（ジャンゴフィルム / 第1弾）
- 製作 - BS-TBS、ジャンゴフィルム

## 放送日程
| 話数 | 放送日        | サブタイトル           | 脚本     | 監督       |
| ---- | ------------- | ---------------------- | -------- | ---------- |
| 1    | 2022年1月22日 | 八ヶ岳リゾート殺人事件 | 稲葉一広 | 児玉宜久   |
| 2    | 2023年3月18日 | 日光鬼怒川温泉殺人事件 | 櫻井武晴 | 大山晃一郎 |